# Mateo 17

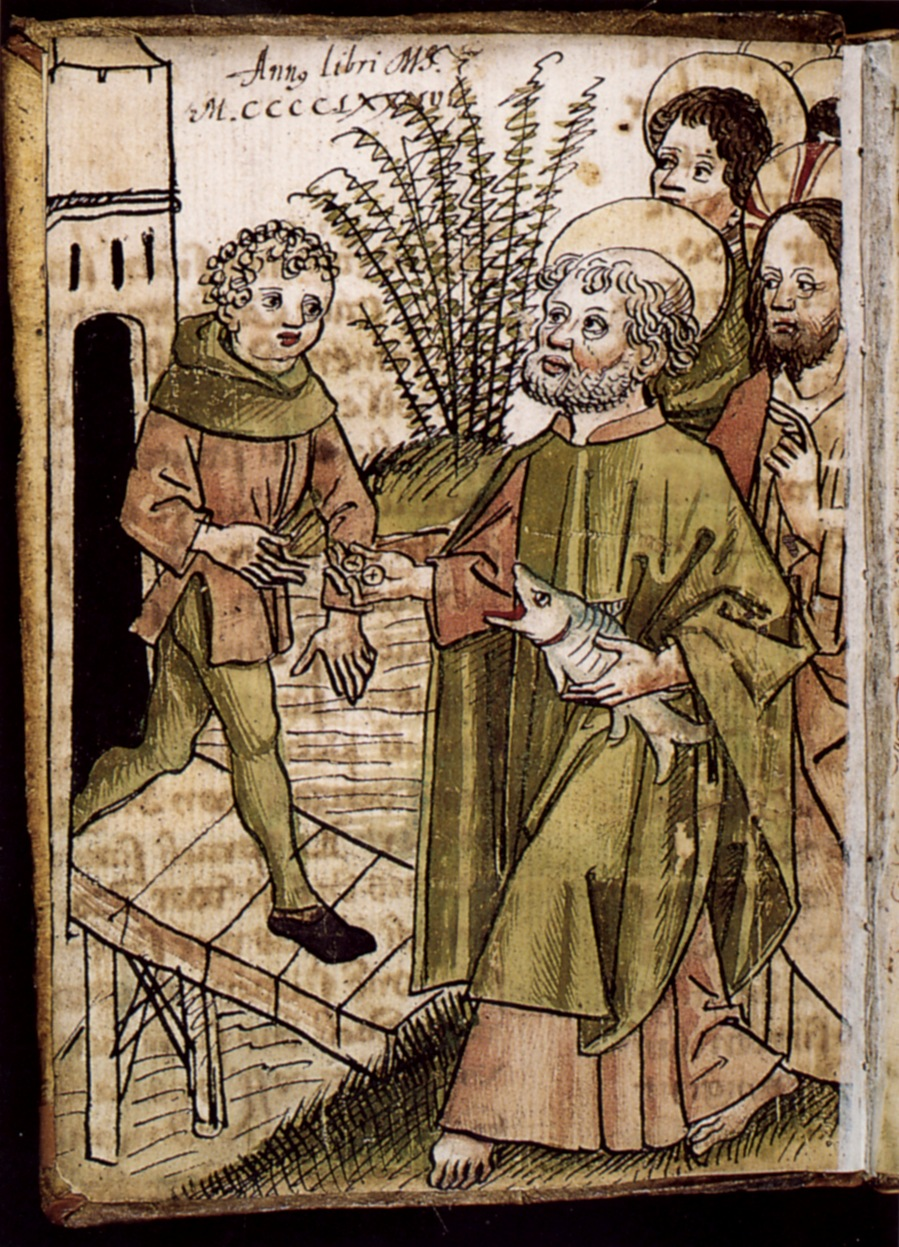
El Apóstol Pedro pagando el impuesto del templo con una moneda de la boca de un pez por Augustin Tünger, 1486

Mateo 17 es el decimoséptimo capítulo del Evangelio de Mateo de la sección Nuevo Testamento de la Biblia cristiana. Jesús continúa su viaje final a Jerusalén. ministerio por Galilea. William Robertson Nicoll identifica "tres  asombrosos cuadros" en este capítulo: la transfiguración, el niño epiléptico y el tributo del templo.

## Localizaciones
El capítulo se abre seis días después de los acontecimientos del capítulo anterior, que tienen lugar en la región de Cesarea de Filipo, cerca de la base suroccidental del monte Hermón. Mateo en el versículo Mateo 16:21 afirma que Jesús debe ir a Jerusalén, pero este viaje no comienza propiamente hasta Mateo 19:1. Con Pedro, Santiago y Juan, se dirige a un monte alto, tradicionalmente entendido y conmemorado como monte Tabor, donde se transfiguró. El monte Tabor está en el sur de Galilea. Para el versículo 14 ya han regresado a un lugar donde la multitud está reunida, el versículo 22 señala que todavía están en Galilea, y en el versículo 24 han regresado a Cafarnaúm en el extremo norte del Mar de Galilea.
James Burton Coffman sugiere que el lugar de la transfiguración habría sido el monte Hermón, más cercano a Cesarea de Filipo, "o uno de sus picos adyacentes": "El monte Tabor, en los días de Cristo y los apóstoles estaba poblado y tenía una fortaleza en su cima; y el hecho de que Cristo llevara allí a sus apóstoles no habría sido llevarlos 'aparte', como dijo Mateo" (Mateo 17:1 en la Versión King James), ni tampoco era el monte Tabor una montaña particularmente "alta"..

## Texto
El texto original fue escrito en griego koiné. Este capítulo está dividido en 27 versículos.

### Testigos textuales

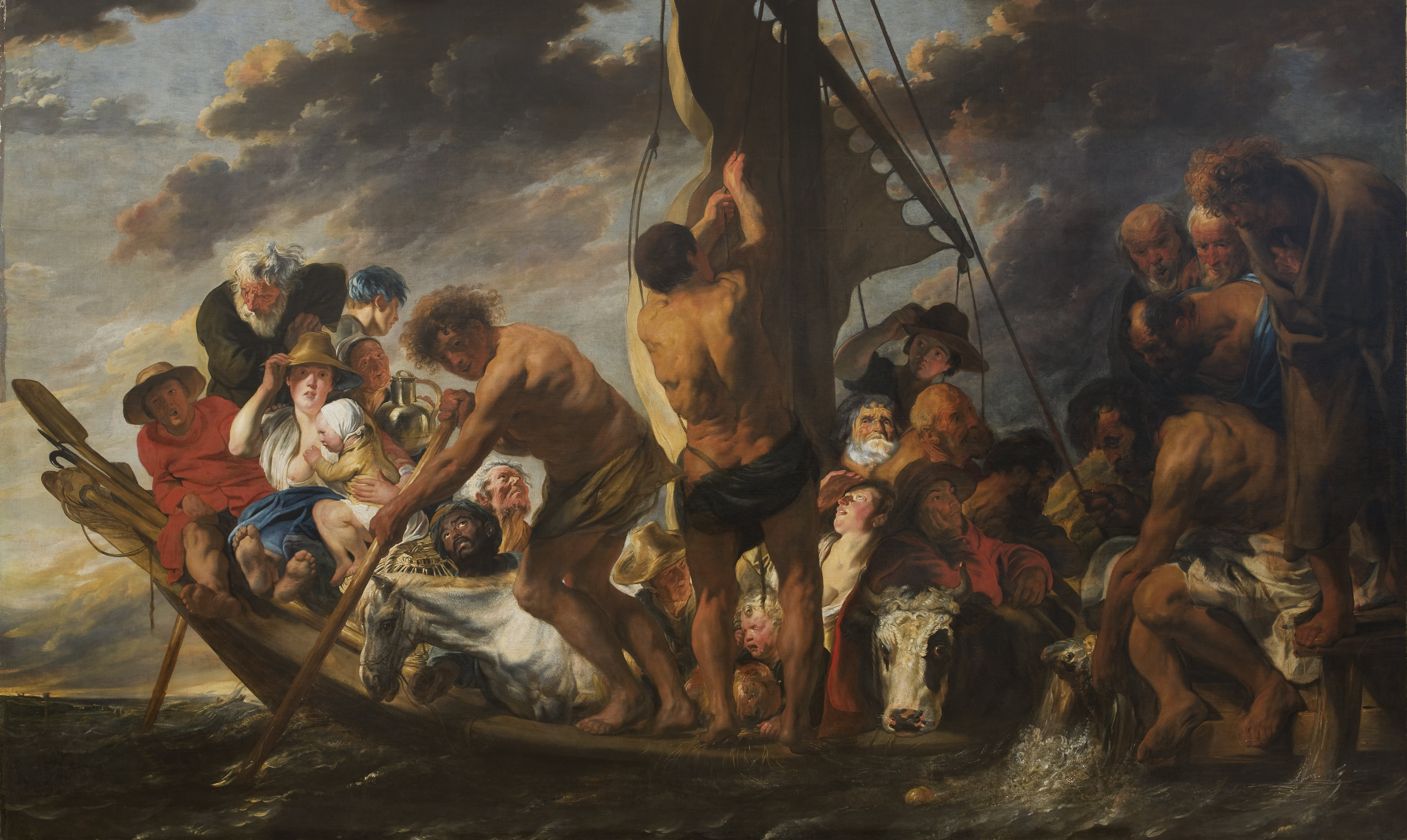
El dinero del tributo. Pedro encuentra la moneda de plata en la boca del pez (Jordaens, Galería Nacional de Dinamarca)

Algunos manuscritos antiguos que contienen el texto de este capítulo son:
- Codex Vaticanus (325-350 d. C.; sin versículo 21)
- Codex Sinaiticus (330-360; sin versículo 21)
- Codex Bezae (c. 400; completo)
- Codex Washingtonianus (c. 400; completo)
- Codex Ephraemi Rescriptus (c. 450; versículos 1-25)
- Codex Purpureus Rossanensis (siglo VI)
- Codex Sinopensis (siglo VI; se conservan los versículos 2-24)
- Papiro 44 (siglos VI/XVII; se conservan los versículos 1-3, 6-7)

## Transfiguración de Jesús (17:1-8)
Los primeros ocho versículos de este capítulo registran el relato de la Transfiguración de Jesús, un acontecimiento en el que Jesús es transfigurado y se vuelve radiante de gloria en la cima de una montaña. El pasaje tiene paralelos en otros Evangelios sinópticos-Marcos 9:2-8 y Lucas 9:28-36- y el acontecimiento se menciona en la Segunda epístola de Pedro (1: 16-18), así como posiblemente aludido en el primer capítulo del Evangelio de Juan (Juan 1:14). 

### Versículo 1
Pasados seis días, Jesús tomó a Pedro, a Santiago y a Juan su hermano, y los llevó aparte a un monte alto.
En el evangelio de Lucas, el relato de la transfiguración de Jesús se produce unos ocho días después de los acontecimientos anteriores. El teólogo protestante Heinrich August Wilhelm Meyer señala, de acuerdo con las observaciones de Juan Crisóstomo, Jerónimo, Teofilacto, Erasmo de Rotterdam, y muchos otros, que Lucas ha incluido los dies a quo y ad quem (es decir, incluyendo los días al principio y al final del intervalo).

### Versículo 2
Y se transfiguró delante de ellos. Su rostro resplandeció como el sol, y sus vestidos se volvieron blancos como la luz.
Algunas versiones dicen "blanco como la nieve" en lugar de "blanco como la luz". La Biblia de Jerusalén señala que el ángel de la resurrección en Mateo 28:3 llevaba un manto que era "blanco como la nieve".

### Comentarios
En la Transfiguración, Jesús muestra deforma anticipada a sus discípulos la gloria que merecerá por su pasión. El vínculo del episodio con la confesión de Pedro y el primer anuncio de la pasión, no sólo es temporal —ocurrió «seis días después»— sino también lógico: desde el cielo se confirma que Jesús es el Hijo de Dios, tal como lo había confesado Pedro, y que su muerte y resurrección son el cumplimento de la Ley y los Profetas representados por Moisés y Elías, los dos representantes máximos del Antiguo Testamento, de la Ley y los Profetas. Los discípulos reaccionan con alegría y temor, sin acabar de entender el significado. En la imagen de Jesús hablando con ellos, la Tradición ha visto dos enseñanzas: de un lado, que Jesús es el centro de la revelación porque 

Toda la Escritura divina forma un solo libro, y ese único libro es Cristo, ya que toda la Escritura divina habla de Cristo y toda ella se realiza en Cristo. 

de otro que los libros del Antiguo Testamento son necesarios para comprender a Jesucristo, porque 

...si, como dice el apóstol Pablo, Cristo es el poder de Dios y la sabiduría de Dios, y el que no conoce las Escrituras no conoce el poder de Dios ni su sabiduría, de ahí se sigue que ignorar las Escrituras es ignorar a Cristo..

El episodio es también una descripción de la personalidad de Jesús: es Señor, Hijo de Dios, en quien Dios se complace, a quien debemos escuchar porque es el revelador de Dios: 

Por lo cual, el que ahora quisiese preguntar a Dios, o querer alguna visión o revelación, no sólo haría una necedad, sino haría agravio a Dios, no poniendo los ojos totalmente en Cristo, sin querer otra alguna cosa o novedad. Porque le podría responder Dios de esta manera, diciendo: “Si te tengo ya habladas todas las cosas en mi Palabra, que es mi Hijo, y no tengo otra, ¿qué te puedo yo ahora responder o revelar que sea más que eso? Pon los ojos sólo en Él, porque en Él te lo tengo todo dicho y revelado, y hallarás en Él aún más de lo que pides y deseas (…); oídle a Él, porque yo no tengo más fe que revelar, ni más cosas que manifestar”.

Finalmente, al bajar del monte, en una explicación que está presente en varios lugares del primer evangelio, el Señor esclarece a los discípulos la relación entre Elías y Juan Bautista.

## Curación de un muchacho lunático. Versículos 14-21
La descripción del pasaje está en los versículos 14 al 21 y cuyo texto completo se halla en el apartado de Texto bíblico de este capítulo y, más extensamente en el artículo Curación de un niño poseído por un demonio.

### Comentario
Con la curación de este muchacho, Jesús nos enseña la importancia de la fe en la oración.

«La fe, aunque por su nombre es una, tiene dos realidades distintas. Hay, en efecto, una fe por la que se cree en los dogmas y que exige que el espíritu atienda y la voluntad se adhiera a determinadas verdades. (…) La otra clase de fe es aquella que Cristo concede a algunos como don gratuito, (…) capaz de realizar obras que superan toda posibilidad humana. (…) Procura, pues, llegar a aquella fe que de ti depende y que conduce al Señor a quien la posee, y así el Señor te dará también aquella otra que actúa por encima de las fuerzas humanas.

## Moneda en la boca del pez (17:24-27)

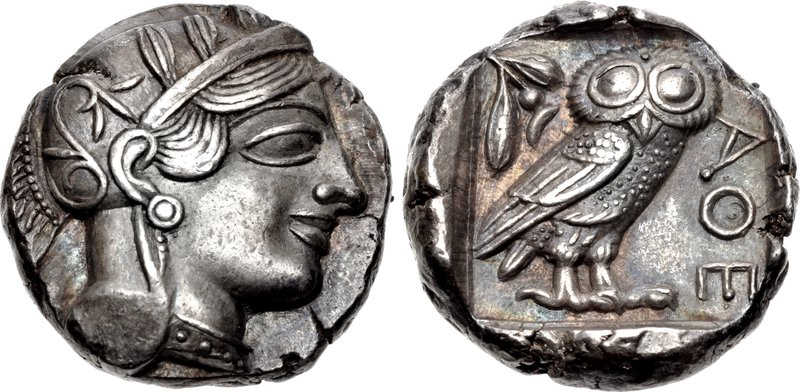
Un tetradracma ateniense de después del 499 a. C.

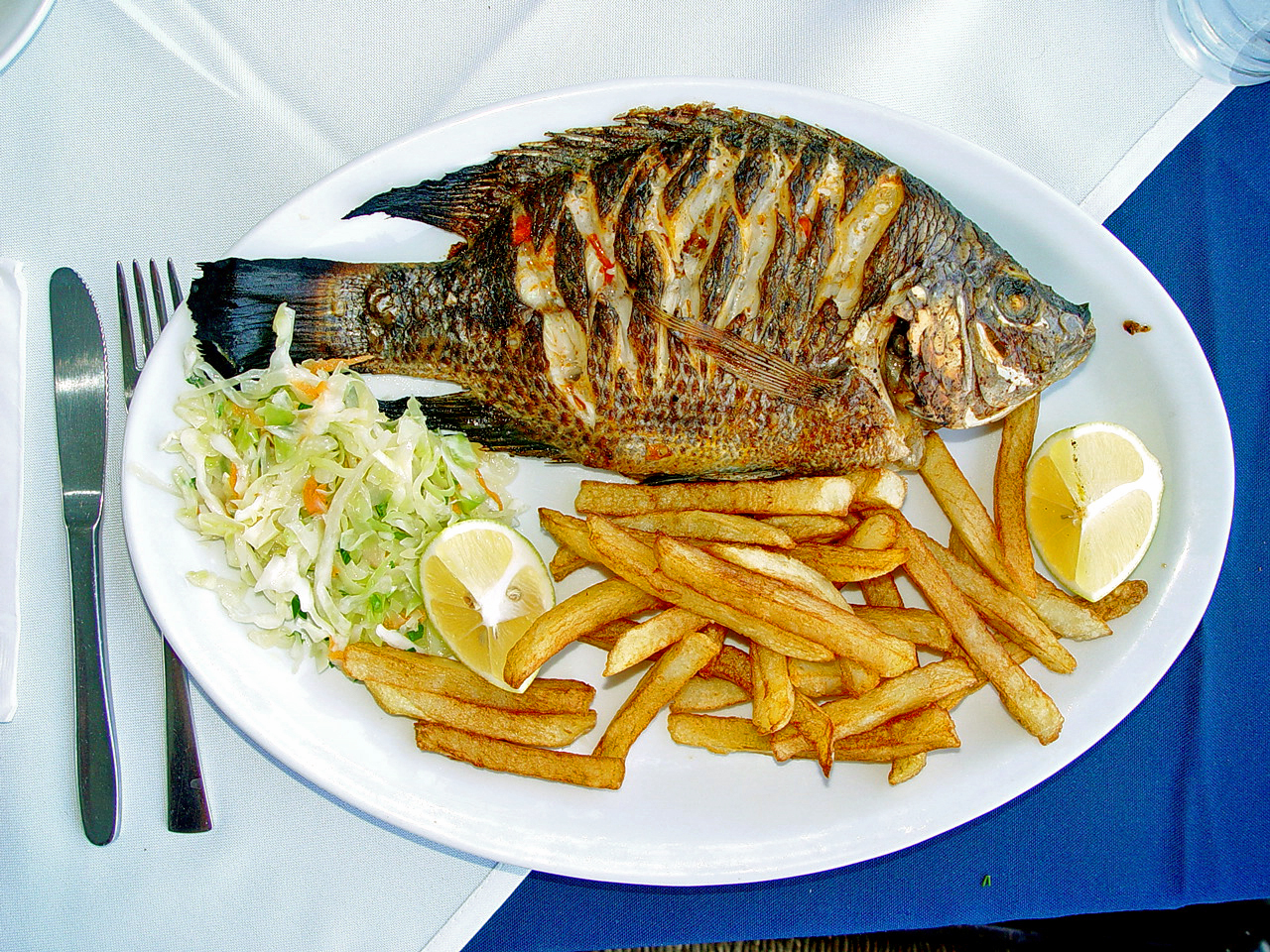
Tilapia zilli ("pez de San Pedro") - servido en un restaurante de Tiberíades

La moneda en la boca del pez es uno de los milagros de Jesús, narrado en Mateo 17:24-27.
La moneda de cuatro dracmas (o siclo) sería exactamente suficiente para pagar el impuesto del templo (una moneda de dos dracmas) por dos personas. Suele pensarse que se trata de un siclo de Tiro.

### Comentario
El tributo del Templo es distinto del tributo a Roma. Se basa en lo descrito en el Libro del Éxodo que prescribía que los mayores de veinte años debían aportar medio siclo para el mantenimiento del culto del Templo. La didracma de la que habla el texto correspondía a dos denarios y era equivalente a medio siclo. No conocemos con exactitud si en tiempos de Jesús era un verdadero tributo o una contribución que ofrecían los judíos más observantes. Por lo que sabemos, muchos, como los sacerdotes, se tenían por exentos; otros no pagaban. Los últimos episodios narrados en el evangelio —la confesión de Pedro y la Transfiguración— han dejado claro que Jesús es Hijo de Dios y que, por tanto, tiene más razones que nadie para no pagar el tributo. Sin embargo, el Señor le manda a Pedro pagar, para no escandalizarlos. 
Al incluir a Pedro en el mismo pago, está indicando también un modo de conducta para los cristianos que se refleja después en otros textos del Nuevo Testamento: «Dadle a cada uno lo que se le debe: a quien tributo, tributo; a quien impuestos, impuestos; a quien respeto, respeto; a quien honor, honor». El estáter valía cuatro denarios. En el milagro, se refleja así la cuidadosa providencia del Señor con los suyos.